# Junko Mitsuhashi
Junko Mitsuhashi (三橋 順子 Mitsuhashi Junko?, nacida el 23 de mayo de 1955) es una historiadora cultural y social japonesa. Se especializa en la historia del género y la sexualidad, con un foco especial en la historia y la cultura de las personas transgénero en Japón. Mitsuhashi es reconocida como la primera profesora transgénero en una universidad japonesa.

## Carrera
Alrededor de 1995, Mitsuhashi comenzó a dar conferencias y escribir desde la perspectiva de las personas transgénero de hombre a mujer. En 1999, comenzó a realizar investigaciones históricas y sociológicas sobre las comunidades transgénero en Japón. En 2000, fue nombrada profesora de sociología en la Facultad de Letras de la Universidad de Chuo, convirtiéndose en la primera profesora abiertamente transgénero de una universidad japonesa.
Su libro fundamental, Josou to Nihonjin (Travestismo y japoneses), recibió el 19º Premio Mineo Hashimoto en 2010, otorgado por la Sociedad para el Estudio de las Costumbres Contemporáneas.

## Obras
- Josou to Nihonjin (El travestismo y los japoneses) Kōdansha, 2008, ISBN 978-4062879606
- Shinjuku "sei naru machi" no rekishi chiri, Asahi shimbun shuppan, 2018, ISBN 978-4022630773
- Rekishi no naka no tayousei: Nihon to ajia hengen suru sekushuarite, 2022. Iwanaimi shoten, ISBN 978-4000256759